# AQ Interactive
AQ Interactive fue una empresa editora de videojuegos japonesa. Esta empresa está dentro del Grupo AQI, donde también están las empresas desarrolladoras Artoon, Cavia y Feelplus; y la agencia de marketing americana, Xseed Games. El nombre de la empresa lo forma las siglas de Artistic Quality.

## Historia
La empresa fue fundada en marzo de 2000 bajo el nombre de Cavia inc.. Desarrollaban videojuegos. En octubre de 2005, la empresa cambio al nombre actual. Formaron el Grupo AQI, donde son la empresa editora de sus empresas filiales. El desarrolló de videojuegos lo relegaron a la nueva Cavia inc. que crearon.

## Juegos publicados[4]
Las fechas son los lanzamiento en Japón
- Tetris® the grand master ace (10 de diciembre de 2005) (Xbox 360).
- Tsuushin Taisen Majyan-TORYUMON (26 de enero de 2006) (Xbox 360).
- Jitsuroku Oniyome Nikki (23 de febrero de 2006) (PSP).
- Lovely★complex punch de conte (13 de julio de 2006) (PS2).
- Bullet Witch (27 de julio de 2006) (Xbox 360).
- Driver: Parallel Lines (12 de octubre de 2006) (PS2).
- Vampire Rain (25 de enero de 2007) (Xbox 360).
- Hajime no Ippo Revolution (21 de junio de 2007) (Wii).
- Bororon! Dokomodake DS (6 de diciembre de 2007) (NDS).
- The World of Golden Eggs: Nori Nori Rhythm-kei (26 de junio de 2008) (Wii).
- I Won't Forgive You (24 de julio de 2008) (PSP).
- KORG DS-10 (24 de julio de 2008) (NDS).
- Vampire Rain: Altered Species (21 de agosto de 2008) (PS3).
- Blue Dragon Plus (4 de septiembre de 2008) (NDS).
- Arcana Heart (16 de octubre de 2008) (PS2).
- Away: Shuffle Dungeon (16 de octubre de 2008) (NDS).
- Cry On (cancelado) (Xbox 360).